# Spathius spectabilis
Spathius spectabilis är en stekelart som beskrevs av Granger 1949. Spathius spectabilis ingår i släktet Spathius och familjen bracksteklar. Inga underarter finns listade i Catalogue of Life.